# Carlo Buti
Pour les articles homonymes, voir Buti (homonymie).
Carlo Buti (né à Florence le 14 novembre 1902 et mort à Montelupo Fiorentino le 16 novembre 1963) est un interprète italien de musique populaire et folk. Il est connu comme « la Voix d'or d'Italie ». Il a enregistré 1 574 chansons au cours de sa carrière.

## Biographie
Carlo Buti est né à Florence. Jeune garçon, il chante le stornello, chanson folklorique toscane. Il est régulièrement sollicité pour chanter la sérénade à de jeunes filles. Après une formation vocale auprès de Raoul Frazzi, il débute à la radio italienne. Son premier contrat d'enregistrement (1930) est signé avec Edison Bell Records et le second en 1934 avec Columbia Records.
Carlo Buti a été surnommé le Bing Crosby et le Frank Sinatra de l'Italie, en raison de sa préférence pour les chansons populaires au détriment de la chanson d'opéra. Il a pris sa retraite en 1956, après avoir enregistré 1 574 chansons. Son timbre de voix chaud et mélodique de « tenorino », un style particulier de voix de fausset chanté « mezza voce », lui confère un succès international. La chanson Una vita per la canzone fait que sa renommée s'est répandue aux États-Unis et dans toute l'Amérique du Sud.
Il a également joué dans plusieurs films italiens.
Carlo Buti est mort à son domicile de Montelupo Fiorentino, à l'âge de 61 ans.

## Discographie
- Una vita per la canzone
- Faccetta nera
- La paloma (ISWC : T-800.326.614-7)
- Amapola
- Tornerai
- La piccinina (ISWC : T-005.008.751-8)
- Come sta Zazà
- Amore amore
- Il primo amore non si scorda mai
- Fiorin Fiorello l'amore è bello
- Signorinella Pallida

Une de ses chansons Vivere figure sur la bande sonore du film Titus d'Elliot Goldenthal.

## Filmographie partielle
- 1935 : Napoli verde-blu d'Armando Fizzarotti
- 1938 : Per uomini soli de Guido Brignone